# Ines Lindström
Ines Maria Lindström, även skriven Inez, född 12 november 1855 i Borgå, död 26 maj 1937 i samma stad, var en finländsk poet som skrev på svenska och använde pseudonymen ***.

## Biografi
Hon var dotter till fabrikören Herman Johan Lindström och Fredrika Lovisa Elfving. Lindström fick sin utbildning vid Borgå fruntimmersskola.

## Författarskap
Lindström skrev lyrik och prosa, ofta med lokalhistorisk och uppbygglig prägel. Hon debuterade med bidrag i barnboken Småstycken på prosa och vers för de unga, som utgavs i Helsingfors 1874. Hennes mest kända verk är de två delarna av Borgågummor (1920 och 1924), som behandlar äldre kvinnor från hemstaden Borgå. Hon utgav även det religiöst färgade verket I helgedomen 1923.

## Verk
- Småstycken på prosa och vers för de unga: Medförfattare Maria Furuhjelm och *** (1874)
- Borgågummor: 1-2 (1920, 1924)
- I helgedomen: Ines Lindströms förlag (1923)